# Фаенна
Фае́нна (Фаэ́нна; др.-греч. Φαέννα) — в древнегреческой мифологии упоминается как одна из харит. Являлась дочерью верховного бога Древней Греции — Зевса и океаниды по имени Эвринома. Согласно иной версии, Фаенна была плодом любви Гелиоса — бога солнца и Эглы — геспериды.
Хариты представляли собой воплощение доброго, вечно молодого, а также радостного начала жизни. Существовала некая связь между харитами и вегетативными силами природы, упорядочением земной жизни, а также трудовой и художественной деятельностью человека.
Имя Фаенна в дословном переводе с древнегреческого означает «сияющая», «блестящая» (от др.-греч. φαεινός — «сияющий, светлый, блестящий»).